# Ion Voinescu
Ion Voinescu (Bistrița, 26 de julio de 1929 - Bucarest, 9 de marzo de 2018) fue un futbolista rumano que jugaba en la demarcación de portero. Está considerado uno de los porteros de la historia de Rumanía.

## Biografía
Voinescu fichó por el primer club, el Olympia București en 1939 justo antes de que estallase la Segunda Guerra Mundial a los diez años. Tras cuatro años en el Olympia, Voinescu se marchó a otro club de Bucarest, el ASPIM. Sin embargo, volvió a marcharse tras el fin de la guerra en 1945 para firmar su primer contrato profesional con el FC Carmen București, uno de los mejores equipos rumanos de fútbol durante el periodo interbelicista. Sin embargo, abandonó el club un año después, donde fichó por el Solvay Uioara.

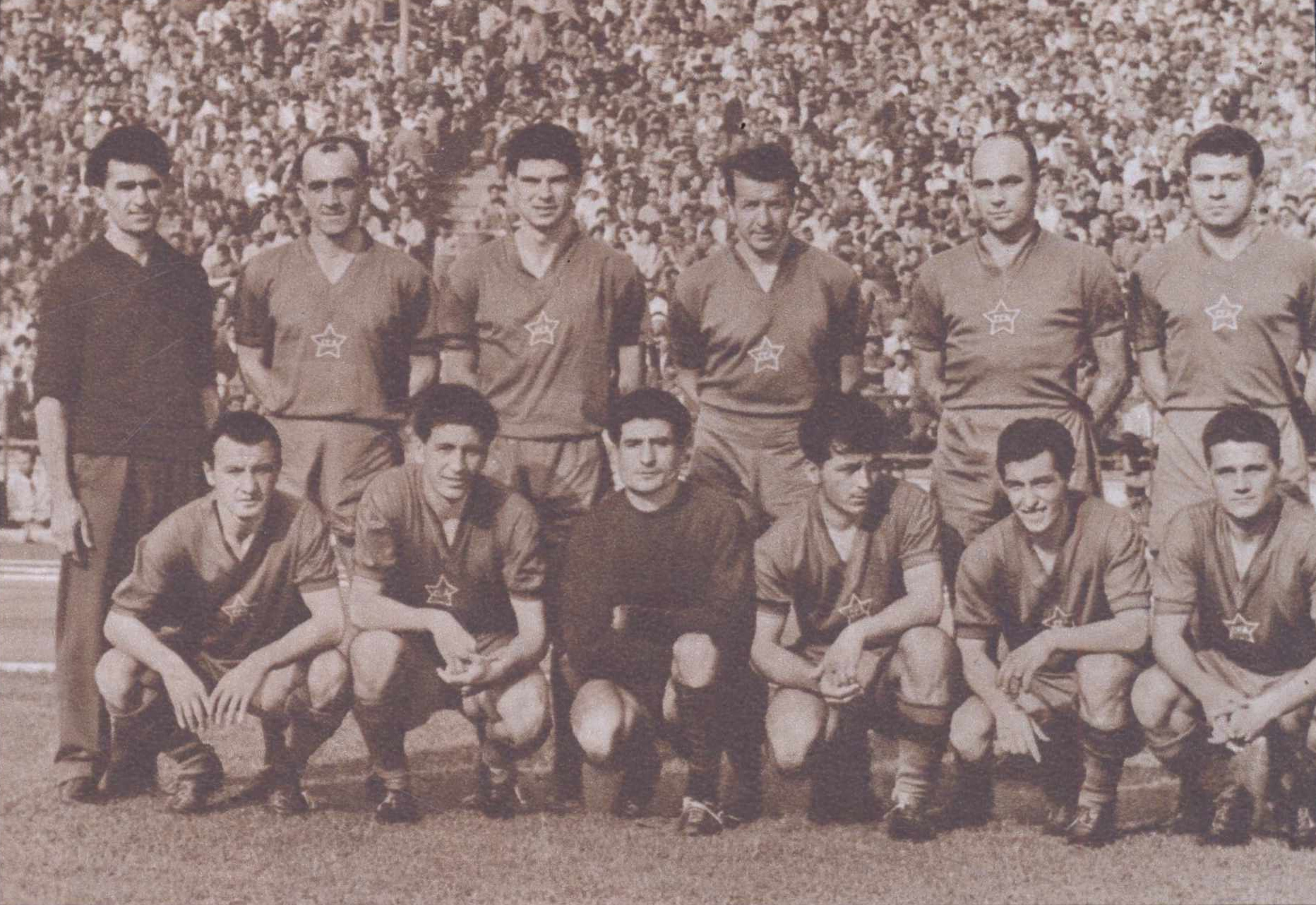
Voinescu (en el centro, primera fila) con el Steaua en 1961

Voinescu dejó el Solvay Uioara un año después para fichar por el RATA Târgu Mureș en 1947, donde estudo tan solo un añós antes de volver a Bucharest para unirse a las filas de Metalul București. Después de un período de tres años con Metalul, Voinescu se trasladó al Steaua de Bucareșt, donde permaneció antes de retirarse del fútbol profesional en 1963, tras una carrera profesional de dieciocho años.
Se dijo que tanto el Arsenal como el Vasco da Gama estaban interesados en asegurar sus servicios durante su carrera como jugador, pero no pudieron hacerlo ya que era imposible para Voinescu salir del país debido a las estrictas restricciones del régimen comunista.
Voinescu trabajó como entrenador de porteros para su antiguo club, el Steaua de Bucareșt, en varias ocasiones después de su retiro, antes de retirarse definitivamente como entrenador a fines de la década de 1980.

## Selección nacional
Llegó a jugar un total de veinte partidos para la selección de fútbol de Rumania. Además jugó los Juegos Olímpicos de Helsinki 1952.

## Clubes
| Club               | País    | Año         | Partidos | Goles |
| ------------------ | ------- | ----------- | -------- | ----- |
| Carmen București   | Rumania | 1945-1946   | 1        | 0     |
| Solvay Uioara      | Rumania | 1946–1947   |          |       |
| RATA Târgu Mureş   | Rumania | 1947 - 1948 | 5        | 0     |
| Metalul București  | Rumania | 1948–1950   | 23       | 0     |
| Steaua de Bucareșt | Rumania | 1950–1963   | 162      | 0     |

## Palmarés

### Campeonatos nacionales
| Título          | Club               | País    | Año  |
| --------------- | ------------------ | ------- | ---- |
| Liga I          | Steaua de Bucareșt | Rumania | 1951 |
| Liga I          | Steaua de Bucareșt | Rumania | 1952 |
| Liga I          | Steaua de Bucareșt | Rumania | 1953 |
| Liga I          | Steaua de Bucareșt | Rumania | 1956 |
| Liga I          | Steaua de Bucareșt | Rumania | 1960 |
| Liga I          | Steaua de Bucareșt | Rumania | 1961 |
| Copa de Rumania | Steaua de Bucareșt | Rumania | 1950 |
| Copa de Rumania | Steaua de Bucareșt | Rumania | 1951 |
| Copa de Rumania | Steaua de Bucareșt | Rumania | 1952 |
| Copa de Rumania | Steaua de Bucareșt | Rumania | 1955 |
| Copa de Rumania | Steaua de Bucareșt | Rumania | 1962 |